# Ranger 1

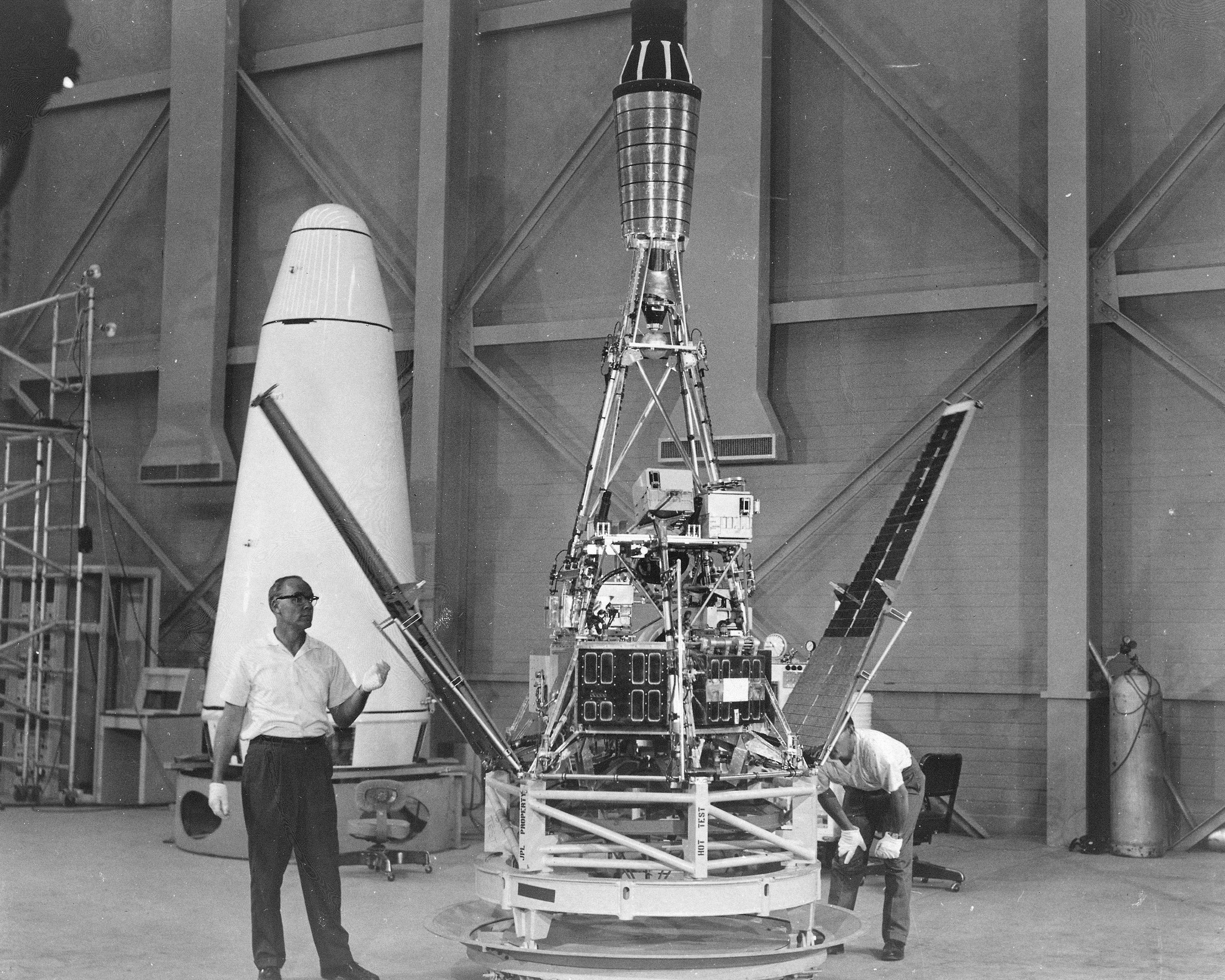
A sonda Ranger 1

A Ranger 1, foi a primeira sonda do Programa Ranger, série de missões espaciais não tripuladas enviadas pelos Estados Unidos na década de 1960 para capturar as primeiras imagens em close da superfície lunar. Lançada em 23 de agosto de 1961, seu objetivo era testar todos os sistemas para as missões seguintes.